# Clovis Cornillac
Clovis Cornillac (Lione, 16 agosto 1967) è un attore e regista francese, conosciuto maggiormente per la sua partecipazione al film Asterix alle Olimpiadi (2008) dove interpreta il protagonista Asterix.

## Biografia
Figlio del regista Roger Cornillac e dell'attrice Myriam Boyer, è il fratellastro del regista Arny Berry e il fratello di Élisa Cornillac, amministratrice teatrale.
Vincitore di un Premio César per il miglior attore non protagonista nel 2005 per l'interpretazione in Mensonges et trahisons et plus si affinités..., Cornillac inizia la sua carriera all'età di tredici anni, recitando con sua madre in una serie televisiva in quattro episodi trasmessa a marzo 1982: L'Enfance de Pierrot. All'età di quattordici anni, lascia la casa familiare per imparare il teatro. Comincia con il teatro di strada, partecipa a numerosi spettacoli teatrali sovvenzionati e va a vari casting. Prende anche lezioni di canto.
Clovis Cornillac debuta nel cinema nel 1985 in Hors-la-loi, diretto da Robin Davis, dove interpreta uno dei ruoli principali da giovane delinquente. In seguito a questo film, Dominique Besnehard, scopritore di talenti del cinema francese, lo invita a presentarsi a Peter Brook al Théâtre des Bouffes du Nord. Lì viene assunto, per diversi mesi, nella pièce Le Mahâbharata. Successivamente, concatena ruolo dopo ruolo, come quello di un eroinomane in un episodio di Pause-café pause-tendresse, in compagnia di sua madre Myriam Boyer (che interpreta la madre del personaggio nell'episodio).
Tra i ruoli notevoli di Clovis Cornillac, si può segnalare: in Karnaval di Thomas Vincent interpreta il compagno di Sylvie Testud, in un ruolo che gli procurò la nomination al César come miglior promessa maschile nel 2000, premio che vinse nel 2004 per il suo ruolo di Kevin in Mensonges et trahisons et plus si affinités di Laurent Tirard, nel quale incarna brillantemente un calciatore; nel film di successo Brice de Nice interpreta Marius Lacaille; nella versione cinematografica delle Brigades du tigre interpreta il commissario Paul Valentin (succedendo a Jean-Claude Bouillon nella serie). Senza dimenticare la sua interpretazione nel film di Jean-Pierre Jeunet Un long dimanche de fiançailles.

## Vita privata
Dal 1994 al 2010, Cornillac è stato sposato con l'attrice Caroline Proust, dalla quale ha avuto due gemelle, Lily e Alice, nel 2001. Dal 2009 ha una relazione con l'attrice Lilou Fogli che ha sposato il 30 agosto 2013. Hanno un figlio, Nino, nato il 28 maggio 2013.

## Filmografia

### Cinema
- Hors-la-loi, regia di Robin Davis (1985)
- Gli anni di corsa (Les années sandwiches), regia di Pierre Boutron (1988)
- L'insostenibile leggerezza dell'essere (The Unbearable Lightness of Being), regia di Philip Kaufman (1988)
- Il y a maldonne, regia di John Berry (1987)
- Suivez cet avion, regia di Patrice Ambard (1989)
- Le Trésor des Îles Chiennes, regia di F. J. Ossang (1990)
- Trois nuits, regia di Jean-Luc Annest - cortometraggio (1991)
- Pétain, regia di Jean Marbœuf (1992)
- Traverser le jardin, regia di Dominique Cabrera - cortometraggio (1993)
- Les Amoureux, regia di Catherine Corsini (1994)
- Les Mickeys, regia di Thomas Vincent - cortometraggio (1994)
- Bons baisers de Suzanne, regia di Christian Merret-Palmair - cortometraggio (1995)
- Ouvrez le chien, regia di Pierre Dugowson (1997)
- La Mère Christain, regia di Myriam Boyer (1998)
- Karnaval, regia di Thomas Vincent (1998)
- Grégoire Moulin contre l'humanité, regia di Artus de Penguern (2001)
- Une affaire qui roule, regia di Éric Veniard (2001)
- Tea Time, regia di Philippe Larue - cortometraggio (2001)
- Une affaire privée - Una questione privata (Une affaire privée), regia di Guillaume Nicloux (2001)
- Carnages, regia di Delphine Gleize (2001)
- Bois ta Suze, regia di Emmanuel Silvestre e Thibault Staib - cortometraggio (2001)
- Vert paradis, regia di Emmanuel Bourdieu (2003)
- Maléfique, regia di Éric Valette (2003)
- À la petite semaine, regia di Sam Karmann (2003)
- Après la pluie, le beau temps, regia di Nathalie Schmidt (2003)
- Mariées mais pas trop, regia di Catherine Corsini (2003)
- Je t'aime, je t'adore, regia di Bruno Bontzolakis (2003)
- Grossesse nerveuse, regia di Maxime Sassier - cortometraggio (2004)
- Doo Wop, regia di David Lanzmann (2004)
- Malabar Princess, regia di Gilles Legrand (2004)
- La donna di Gilles (La femme de Gilles), regia di Frédéric Fonteyne (2004)
- Mensonges et trahisons et plus si affinités..., regia di Laurent Tirard (2004)
- Una lunga domenica di passioni (Un long dimanche de fiançailles), regia di Jean-Pierre Jeunet (2004)
- Les Dalton, regia di Philippe Haïm (2004)
- Le cactus, regia di Gérard Bitton e Michel Munz (2005)
- Au suivant!, regia di Jeanne Biras (2005)
- Brice de Nice, regia di James Huth (2005)
- Sky Fighters (Les chevaliers du ciel), regia di Gérard Pirès (2005)
- Close-Up, regia di Claude Farge - cortometraggio (2004)
- Triplice inganno (Les Brigades du Tigre), regia di Jérôme Cornuau (2006)
- Poltergay, regia di Éric Lavaine (2006)
- Le serpent, regia di Éric Barbier (2006)
- Scorpion, regia di Julien Seri (2007)
- Eden Log, regia di Franck Vestiel (2007)
- Asterix alle Olimpiadi (Astérix et Obélix aux Jeux Olympiques), regia di Frédéric Forestier e Thomas Langmann (2008)
- Le nouveau protocole, regia di Thomas Vincent (2008)
- Cash - Fate il vostro gioco (Ca$h), regia di Éric Besnard (2008)
- Paris 36, regia di Christophe Barratier (2008)
- La Sainte Victoire, regia di François Favrat (2009)
- Bellamy, regia di Claude Chabrol (2009)
- La sainte victoire, regia di François Favrat (2009)
- Protéger et servir, regia di Éric Lavaine (2010)
- L'amore, per caso (L'amour, c'est mieux à deux), regia di Dominique Farrugia e Arnaud Lemort (2010)
- 600 kilos d'or pur, regia di Éric Besnard (2010)
- Requiem pour une tueuse, regia di Jérôme Le Gris (2011)
- Une folle envie, regia di Bernard Jeanjean (2011)
- Monsieur papa, regia di Kad Merad (2011)
- Dans la tourmente, regia di Christophe Ruggia (2012)
- Radiostars, regia di Romain Lévy (2012)
- Mes héros, regia di Éric Besnard (2012)
- La Grande Boucle, regia di Laurent Tuel (2013)
- Un po', tanto, ciecamente (Un peu, beaucoup, aveuglément!), regia di Clovis Cornillac (2015)
- Belle & Sebastien - Amici per sempre (Belle et Sébastien 3, le dernier chapitre), regia di Clovis Cornillac (2018)
- Come sono diventato un supereroe (Comment je suis devenu super-héros), regia di Douglas Attal (2020)
- Nessuno deve sapere (L'Ombre d'un mensonge), regia di Bouli Lanners (2021)
- C'est magnifique !, regia di Clovis Cornillac (2021)
- Couleurs de l'incendie, regia di Clovis Cornillac (2022)
- Les Têtes givrées, regia di Stéphane Cazes (2023)
- Monsieur le Maire, regia di Karine Blanc e Michel Tavares (2023)
- Un p'tit truc en plus, regia di Artus (2024)

### Televisione
- Le village sur la colline, regia di Yves Laumet - miniserie TV (1982)
- Tu peux toujours faire tes bagages, regia di Jacques Krier - film TV (1982)
- Pause-café - serie TV, 1 episodio (1989)
- Chillers - serie TV, 2 episodi (1990)
- Les dessous de la passion - film TV (1991)
- Bonne chance Frenchie - miniserie TV (1992)
- Le JAP, juge d'application des peines - serie TV, 1 episodio (1993)
- Alice Nevers - Professione giudice (Le juge est une femme) - serie TV, 1 episodio (1993)
- Commissario Navarro (Navarro) - serie TV, 1 episodio (1994)
- La bavure, regia di Alain Tasma - film TV (1994)
- Un été à l'envers, regia di Roger Guillot - film TV (1994)
- Les cordier, juge et flic - serie TV, 1 episodio (1995)
- Billard à l'étage, regia di Jean Marbœuf - film TV (1996)
- L'échappée, regia di Roger Guillot - film TV (1998)
- Sam, regia di Yves Boisset - film TV (1999)
- Les vilains, regia di Xavier Durringer - film TV (1999)
- L'amour prisonnier, regia di Yves Thomas - film TV (1999)
- L'île bleue, regia di Nadine Trintignant - film TV (2001)
- Central nuit - serie TV, 13 episodi (2001-2004)
- Orages, regia di Peter Kassovitz - film TV (2003)
- Gris blanc, regia di Karim Dridi - film TV (2005)

### Doppiatore
- Joe Dalton in Lucky Luke e la più grande fuga dei Dalton

### Regista
- Un po', tanto, ciecamente (Un peu, beaucoup, aveuglément!) (2015)
- Belle & Sebastien - Amici per sempre (Belle et Sébastien 3, le dernier chapitre) (2018)
- C'est magnifique ! (2021)
- Couleurs de l'incendie (2022)

## Doppiatori italiani
Nelle versioni in italiano delle opere in cui ha recitato Clovis Cornillac è stato doppiato da:
- Luigi Ferraro in Una lunga domenica di passioni, Bellamy
- Oreste Baldini in Asterix alle Olimpiadi
- Pasquale Anselmo ne La donna di Gilles
- Massimo Rossi in Triplice inganno
- Maurizio Merluzzo in Un po', tanto, ciecamente
- Francesco Pezzulli in Sky Fighters
- Massimo Corvo in Belle & Sebastien - Amici per sempre
- Stefano Mondini in Nessuno deve sapere

Da doppiatore è sostituito da:
- Paolo Marchese in Lucky Luke e la più grande fuga dei Dalton